# ۱۳۹۴ (قمری)
۱۳۹۴ (قمری)، هزار و سیصد و نود و چهارمین سال در گاهشماری هجری قمری است. اول محرم این سال برابر با بیست و پنجم ژانویه سال ۱۹۷۴ میلادی است.